# Eucatephia muscosa
Eucatephia muscosa là một loài bướm đêm trong họ Noctuidae.